# Michel Brusselmans
Pour les articles homonymes, voir Brusselmans.
 (août 2024).
La mise en forme du texte ne suit pas les recommandations de Wikipédia : il faut le « wikifier ».
Les points d'amélioration suivants sont les cas les plus fréquents :
- Les titres sont pré-formatés par le logiciel. Ils ne sont ni en capitales, ni en gras.
- Le texte ne doit pas être écrit en capitales (les noms de famille non plus), ni en gras, ni en italique, ni en « petit »…
- Le gras n'est utilisé que pour surligner le titre de l'article dans l'introduction, une seule fois.
- L'italique est rarement utilisé : mots en langue étrangère, titres d'œuvres, noms de bateaux, etc.
- Les citations ne sont pas en italique mais en corps de texte normal. Elles sont entourées par des guillemets français : « et ».
- Les listes à puces sont à éviter, des paragraphes rédigés étant largement préférés. Les tableaux sont à réserver à la présentation de données structurées (résultats, etc.).
- Les appels de note de bas de page (petits chiffres en exposant, introduits par l'outil «  Source ») sont à placer entre la fin de phrase et le point final[comme ça].
- Les liens internes (vers d'autres articles de Wikipédia) sont à choisir avec parcimonie. Créez des liens vers des articles approfondissant le sujet. Les termes génériques sans rapport avec le sujet sont à éviter, ainsi que les répétitions de liens vers un même terme.
- Les liens externes sont à placer uniquement dans une section « Liens externes », à la fin de l'article. Ces liens sont à choisir avec parcimonie suivant les règles définies. Si un lien sert de source à l'article, son insertion dans le texte est à faire par les notes de bas de page.
- La présentation des références doit suivre les conventions bibliographiques. Il est recommandé d'utiliser les modèles {{Ouvrage}}, {{Chapitre}}, {{Article}}, {{Lien web}} et/ou {{Bibliographie}}. Le mode d'édition visuel peut mettre en forme automatiquement les références.
- Insérer une infobox (cadre d'informations à droite) n'est pas obligatoire pour parachever la mise en page.

Pour une aide détaillée, merci de consulter Aide:Wikification.
Si vous pensez que ces points ont été résolus, vous pouvez retirer ce bandeau et améliorer la mise en forme d'un autre article.
Michel Brusselmans, né à Paris le 12 février 1886 et mort à Bruxelles le 20 septembre 1960, est un compositeur, violoniste et chef d'orchestre belge. Il est le petit frère du peintre Jean Brusselmans.

## Biographie
Michel Brusselmans nait à Paris le 12 février 1886 de parents belges. Il suit des cours de musique au Conservatoire royal de Bruxelles avec, entre autres, les professeurs Gustave Huberti et Edgar Tinel. Il poursuit ensuite son éducation musicale à la Schola Cantorum de Paris avec Vincent d'Indy puis revient en Belgique pour étudier l'orchestration auprès de Paul Gilson.
Brusselmans est d'abord violoniste dans des orchestres ainsi que chef d'orchestre mais il abandonne rapidement ces activités, pour se tourner entièrement vers la composition, à cause de sa vue défaillante.
La création étant une fonction nécessaire de la vie pour Brusselmans, il est un homme simple qui ne cherche pas la célébrité. Il a tout de même rencontré un certain succès. En effet, il remporte, en 1911, le Prix de Rome belge et, en 1914, le prix Agniez pour son poème symphonique Hélène de Sparte, d'après un poème d'Emile Verhaeren. Il est également médaillé de la Société des Auteurs Compositeurs et Éditeurs de Musique le 30 novembre 1927. De plus, sa Suite d’orchestre d’après les caprices de Paganini, d'une virtuosité exigeante et considérée comme le point culminant de l'oeuvre orchestrale du compositeur, est aujourd'hui inscrite au répertoire de plusieurs orchestres internationaux.

## Style musical
Bien que n'ayant pas été influencé par les différents courants musicaux contemporains et ne souhaitant adhérer à aucune école, la musique de Brusselmans est toutefois réputée comme faisant partie de l'impressionnisme flamand du XIXème siècle par sa richesse tonale, ses sonorités originales, son déploiement cinématographique et l'inventivité mélodique dont elle fait preuve.
En outre, étant le frère du peintre Jean Brusselmans et l'ami de James Ensor, Brusselmans appréciait la peinture. Ses Scènes Bruegheliennes. Esquisses symphoniques, datant de 1911-1912, sont d'ailleurs inspirées de l'atmosphère brueghelienne des oeuvres du peintre Pieter Brueghel l'Ancien. Elles dépeignent cinq scènes de la vie de village dans Rentrée de la procession, La danse, Scène des buveurs, Idylle et Kermesse flamande.

## Entre Paris, Provence, Bruxelles et Alicante
À partir de 1921, Brusselmans habite Paris, sa ville de naissance, où la maison d'édition musicale Salabert publie ses sonates pour violon et violoncelle, qu'il a composées durant la Première Guerre Mondiale. Salabert publie également la première symphonie du compositeur en 1924. Au départ, Brusselmans est engagé par Salabert pour réaliser des travaux subalternes, mais l'éditeur lui commande rapidement de la musique pour accompagner les films muets. Il s'agit d'un travail modeste que Brusselmans accomplit en tant que « ghostwriter » anonyme, mais ces compositions lui assurent un revenu régulier. C'est dans ce cadre que Brusselmans compose environ sept-cent morceaux de musique utilisés dans un grand nombre de films, le plus célèbre étant La Momie, film d'horreur de 1932. Les compétences que Brusselmans a acquises en composant pour Salabert lui serviront dans l'élaboration d'oeuvres orchestrales comme Bruits d'usine, Bruits d'avions ou encore The Railway.
Brusselmans quitte ensuite Paris et achète une maison en Provence, afin de développer ses oeuvres sans contrainte. Durant les années 1930, y furent composées les oeuvres principales de Brusselmans : les Scènes provençales, le grand oratorio Jésus, la Canzonetta pour violon et orchestre, la Suite d'orchestre d'après les caprices de Paganini, la Rhapsodie pour cor et orchestre et le concerto pour orgue.
Durant la Seconde Guerre Mondiale, Brusselmans rentre à Bruxelles car ses revenus de la Société des auteurs, compositeurs et éditeurs de musique sont bloqués. Il travaille alors comme arrangeur pour le service de radiodiffusion Zender Brüssel, sous contrôle de l'occupant allemand. Ce poste vaudra d'ailleurs des problèmes à Brusselmans après la guerre. Cependant, malgré cette polémique, sa deuxième symphonie est jouée, après la guerre, par l'Orchestre de la Radio nationale française, sous la direction du chef d'orchestre Manuel Rosenthal.
Brusselmans revend finalement sa maison provençale et part pour Alicante, en Espagne. Il y compose sa troisième symphonie, la Symphonie Levantine, ainsi que le Psaume 57 pour soprano, chœur, orgue et orchestre.

## Fonds Michel Brusselmans
En plus d'objets ayant appartenu à Michel Brusselmans et de photographies de celui-ci, un grand nombre de partitions de ses oeuvres se trouve dans les collections de la Section de la Musique de la Bibliothèque royale de Belgique : 

### Partitions d'orchestre
- Symphonie en fa dans le style classique : 4. Finale
- Marche flamande de la Suite en sol
- Suite phrygienne : 1. Cortège
- Kathia : ouverture
- Télémaque à Gaulus : poème symphonique
- Scènes bruegheliennes : esquisses symphoniques
- Scènes provençales pour orchestre : 1. Jeu de boules, 2. Le festin des reproches, 3. Fête de cerises (réduction et parties)
- Poursuite d'avions : cinédrame (parties incomplètes)

### Partitions pour chant et piano
- Noctuelle
- La fileuse : spin, spin
- Très doucement : heures d'après-midi
- Deux chansons naïves : 1. La source, 2. La rose et le bluet
- Spleen de neige : heures d'après-midi
- Cinq Lieder pour une voix avec accompagnement du pianoforte : 1. Goede nacht
- Cinq Lieder pour une voix avec accompagnement du pianoforte : 4. Légende

### Réduction pour piano
- Kermesse flamande

- Scènes bruegheliennes : esquisses symphoniques

### Autres partitions
- Harmonie-fanfare : bibliothèque belge contenant 16 carnet miniatures de nos grands succès. 1 : Ouverture fériale (Michel Brusselmans ; transcription de Gustave Cornez), Marche jubilaire (August De Boeck), Aubade japonaise (Joseph Buyst), Carmen : fantaisie (Georges Bizet ; arrangement de De Coninck), Pasquinade (August De Boeck), A la russe (Arthur Prévost), L'aurore (Auguste Frieda), Tourbillon (F. Rousseau)
- Prélude et fugue sur un nom propre
- Allegro tragico : mouvement symphonique

### Partitions autographes

#### Partitions d'orchestre
- Kermesse flamande
- Les Néréïdes : tableau musical pour soprano, harpe et orchestre : 1. Plésaure et Isée, 2. Nuit-Rêve de Plésaure, 3. L'aube, 4. Jeux de Néréïdes
- 2me Suite Caprice en sol : 1. Perpetuum mobile, 2. Lied, 3. Marche flamande, 4. Variations

#### Partitions pour chant et piano
- Goede nacht
- Heures d'après-midi (fragments)

#### Partitions pour violon et piano
- Canzonetta pour violon solo et piano (ou orchestre)
- Préludium, Aria e Finale pour violon et piano

#### Autres partitions autographes
- Scherzo 1908 (partition conductrice et partition d'orchestre incomplète)
- Raskinova : Csardas pour Violon solo et orchestre (ou piano) (partition violon et piano et parties)
- Symphonie n° 3 (Levantine) pour cordes, cuivres et timbales (esquisse)
- Scènes provençales : 1. Soir de Juin, 2. Le festin des reproches, 3. Fête des cerises (partition pour piano-conducteur)
- Tycho-Brahé : épisode dramatique en un acte (parties de piano)
- Visages de Paris : Images sonores pour piano [...] : 1. Notre-Dame, 2. La Tour Eiffel, 3. Le Tombeau de Napoléon, 4. Les Quais, 5. Le Sacré-Coeur, 6. L'Arc de Triomphe (partition pour piano)